# Штонь, Григорий Максимович
Григорий Максимович Штонь (укр. Григорій Максимович Штонь; 13 марта 1941 — 23 октября 2021) — советский и украинский писатель, поэт, сценарист, литературовед, литературный критик, художник.

## Биография
Родился 13 марта 1941 года в селе Вербовец (ныне Тернопольская область, Украина) в крестьянской семье.
Окончил Дрогобычский педагогический институт (1967) и аспирантуру при Институте литературы имени Т. Г. Шевченко НАНУ (1973).
Мл. н. с. (1973), ст. н. с. (1994—2000) — заместитель директора по научной работе института литературы НАНУ. Профессор КГУ имени Т. Г. Шевченко (2004).
В 1999 году защитил докторскую диссертацию «Духовное пространство украинской лиро-эпической прозы». Профессор кафедры истории украинской литературы и шевченковедения КГУ имени Т. Г. Шевченко (2001).
Член СПУ (1982).
Прототип профессора Чмоня из романа А. В. Ирванца «Рівне/Ровно».
Скончался 23 октября 2021 года.

## Труды
Основные работы:
- Становление нового человека и литературный процесс (К., 1978),
- Романы Михаила Стельмаха (К., 1985),
- Анатолий Димаров (К., 1978),
- Духовное пространство украинской лиро-эпической прозы (К., 1998).

Автор разделов и портретных статей в учебном пособии «История украинской литературы XX века». В 2-х томах и 3-х книгах. (К., 1993—1994).
Автор более 200 литературно-критических и научных трудов, монографий, сборников стихов «Видения» (1995), «Залив лун» (1999); книг прозы «Пастораль» (1989), «Терновая ракушка» (1997), «обе стороны времени» (2004); романов «Суд» (2000), «Рай» (2001), «Мистраль» (2004), «Форум вічноживих» (2005), «Ночные солнца», «Эксклюзив» (оба — 2006);
Автор пьес и других произведений живописного творчества, экспонируются на художественных выставках, в частности портретов И. Кавалеридзе, Т. Мельничука, Б. Рубчака и др.
Автор ряда сценария художественного фильма «Казненные рассветы» (1995), а также картины «Черная рада» (2000) по произведению П. А. Кулиша, ленты «Музыкальные картинки» (1968), снятой на студии «Киевнаучфильм».
Написал также документальные киносценарии:
- «Ой горе той чайке…» (про И. С. Мазепу),
- «Клокотала Украина» (Г. Косынку) и тому подобное.

## Награды и премии
- премия «Коронация слова» (2002, 2003).
- Государственная премия Украины имени Тараса Шевченко (1996) — за учебное пособие «История украинской литературы XX века» в 2 книгах